# Andrius Pojavis
Andrius Pojavis (n. 29 noiembrie 1983), este un cântăreț și compozitor de origine lituniană, născut în Jurbarkas. A devenit cunoscut după ce a intrat în selecția națională lituaniană pentru Concursul Muzical Eurovision 2013, cu melodia „Something”. S-a calificat în finală, câștigând-o. El a reprezentat Lituania în cadrul concursului Eurovision 2013, ce s-a desfășurat în Malmö, Suedia.